# Lijst van beschermd erfgoed in Chimay
Onderstaande tabel geeft een overzicht van de beschermde erfgoederen in de gemeente Chimay. Het beschermd erfgoed maakt deel uit van het cultureel erfgoed in België.
| Object | Bouwjaar/architect  | Deelgemeente | Adres                | Coördinaten                  | Nummer?                | Afbeelding |
| --- | ------------------- | ------------ | -------------------- | ---------------------------- | ---------------------- | --- |
| Theater van het kasteel van Chimay (monument)                                                                                        | 1863 Charles Cambon | Chimay       | Rue du Château 18    | 50° 2' 56" NB, 4° 18' 46" OL | 56016-CLT-0001-01 Info | Theater van het kasteel van Chimay (monument)                                                                                        |
| Eik genaamd "Chêne des Quatres Frères" op een plaats genaamd "Les Fagnes" in het bos van Rance, het zogenaamde "Bois Massart" (site) |                     | Chimay       |                      | 50° 7' 23" NB, 4° 15' 17" OL | 56016-CLT-0003-01 Info | Eik genaamd "Chêne des Quatres Frères" op een plaats genaamd "Les Fagnes" in het bos van Rance, het zogenaamde "Bois Massart" (site) |
| Sint-Petrus-en-Pauluskerk (monument)                                                                                                 |                     | Chimay       | Rue de la Collégiale | 50° 2' 58" NB, 4° 18' 57" OL | 56016-CLT-0004-01 Info | Sint-Petrus-en-Pauluskerk (monument)                                                                                                 |
| Oude toren van Chimay (monument) |                     | Chimay       | Rue de Noailles 4    | 50° 2' 57" NB, 4° 19' 1" OL  | 56016-CLT-0005-01 Info | Oude toren van Chimay (monument) |
| Kapel Notre-Dame de Miséricorde (monument)                                                                                           |                     | Chimay       | Boulevard Louise     | 50° 2' 41" NB, 4° 18' 53" OL | 56016-CLT-0006-01 Info | Kapel Notre-Dame de Miséricorde (monument)                                                                                           |
| Ensemble van het gebouw en de omliggende terreinen (site)                                                                            |                     | Chimay       | Rue des Forges 2     | 50° 2' 48" NB, 4° 18' 51" OL | 56016-CLT-0007-01 Info | Ensemble van het gebouw en de omliggende terreinen (site)                                                                            |
| Kerk Notre-Dame van Boutonville en kerkhofmuur (monument) ensemble van de kerk, het kerkhof, het plein en de weg rondom (site)       |                     | Baileux      | Rue de Boutonville   | 50° 2' 15" NB, 4° 23' 34" OL | 56016-CLT-0008-01 Info | Kerk Notre-Dame van Boutonville en kerkhofmuur (monument)ensemble van de kerk, het kerkhof, het plein en de weg rondom (site)        |
| Kerk Saint-Martin (monument) |                     | Baileux      | Place de Baileux     | 50° 1' 47" NB, 4° 22' 31" OL | 56016-CLT-0009-01 Info | Kerk Saint-Martin (monument) |
| Lindeboom (site) |                     | Forges       | Rue du Keyser        | 50° 1' 6" NB, 4° 19' 11" OL  | 56016-CLT-0010-01 Info | |
| Dorpskom van Lompret |                     | Lompret      | Courtil au Martias   | 50° 3' 54" NB, 4° 22' 51" OL | 56016-CLT-0013-01 Info | Dorpskom van Lompret |
| Kapel Notre-Dame de l'Arbrisseau of Notre-Dame del Pilar (monument) het ensemble van het gebouw en diens omgeving (site)             |                     | Salles       | Rue de Robechies     | 50° 3' 43" NB, 4° 15' 57" OL | 56016-CLT-0014-01 Info | Kapel Notre-Dame de l'Arbrisseau of Notre-Dame del Pilar (monument)het ensemble van het gebouw en diens omgeving (site)              |
| Site van het Franc Bois (site) |                     | Lompret      |                      | 50° 3' 40" NB, 4° 22' 46" OL | 56016-CLT-0015-01 Info | Site van het Franc Bois (site) |
| Lindeboom bij de plaats genaamd "Moulin à vent" (site)                                                                               |                     | Bailievre    |                      | 50° 3' 49" NB, 4° 14' 24" OL | 56016-CLT-0017-01 Info | Lindeboom bij de plaats genaamd "Moulin à vent" (site)                                                                               |
| Kalkrijk grasland in de buurt van het meer van Virelles (site)                                                                       |                     | Virelles     |                      | 50° 4' 9" NB, 4° 20' 47" OL  | 56016-CLT-0019-01 Info | Kalkrijk grasland in de buurt van het meer van Virelles (site)                                                                       |
| Kasteel van Chimay (monument) |                     | Chimay       | Rue du Château 18    | 50° 2' 55" NB, 4° 18' 46" OL | 56016-CLT-0020-01 Info | Kasteel van Chimay (monument) |